# Scolopsomorpha boulardi
Scolopsomorpha boulardi är en insektsart som beskrevs av Alexandre Constant 2009. Scolopsomorpha boulardi ingår i släktet Scolopsomorpha och familjen Tropiduchidae.
Artens utbredningsområde är Centralafrikanska republiken. Inga underarter finns listade i Catalogue of Life.